# Kimberly Birrellová
Kimberly Birrellová (* 28. dubna 1998 Düsseldorf) je australská profesionální tenistka. Na grandslamu si zahrála finále smíšené soutěže Australian Open 2025 po boku Johna-Patricka Smithe.   V rámci okruhu ITF získala sedm titulů ve dvouhře a  dva ve čtyřhře.
Na žebříčku WTA byla ve dvouhře nejvýše klasifikována v květnu 2025 na 60. místě a ve čtyřhře v září 2024 na 162. místě. Trénuje ji krajanka Nicole Prattová. Dlouhodobě se na její přípravě podílel otec John Birrell.
V australském týmu Billie Jean King Cupu debutovala v roce 2016 bratislavskou druhou světovou skupinou proti Slovensku, v níž prohrála dvouhru s Dominikou Cibulkovou. Australanky přesto zvítězily 3:2 na zápasy. Do listopadu 2024 v soutěži nastoupila ke čtyřem mezistátním utkáním s bilancí 0–3 ve dvouhře a 1–0 ve čtyřhře.

## Tenisová kariéra
Na grandslamu debutovala jako 16letá v ženském deblu Australian Open 2015, do něhož obdržela s krajankou Priscillou Honovou divokou kartu. Časnou porážku jim přivodily páté nasazené Američanky Raquel Kopsová-Jonesová s Abigail Spearsovou. Zároveň tak odehrála první zápas v hlavní soutěži okruhu WTA Tour. V letech 2016–2022 pak vždy, s výjimkou absence v ročníku 2020, skončila v prvním kole čtyřhry australského grandslamu.
První dvouhru na túře WTA odehrála na lednovém Hobart International 2016 opět po zisku divoké karty. Po první singlové výhře na okruhu nad světovou pětapadesátkou Dankou Kovinićovou z Černé Hory, ji deklasovala Slovenka Dominika Cibulková. Hobartští pořadatelé jí v předchozích dvou ročnících udělili divokou kartu do kvalifikace. Do hobartské čtyřhry 2016 nastoupila s krajankou Jarmilou Wolfeovou. Do finále postoupily přes španělské turnajové jedničky Medinaovou Garriguesovou a Parraovou Santonjaovou. V souboji o titul však nenašly recept na Číňanku Chan Sin-jün s Američankou Christinaou McHaleovou po hladkém průběhu.

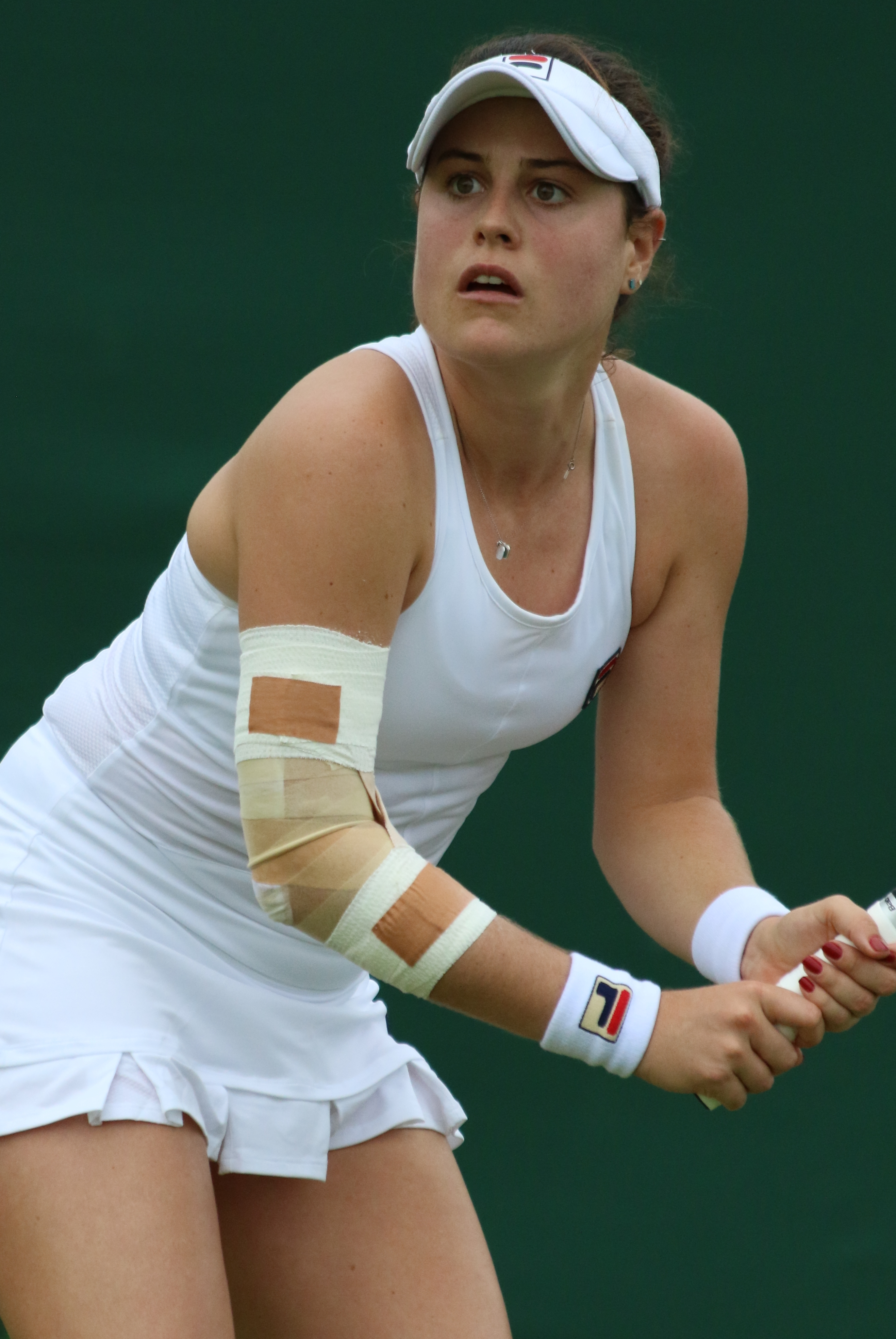
V kvalifikaci Wimbledonu 2019

Na Australian Open 2016 si díky divoké kartě poprvé zahrála grandslamovou dvouhru. Na úvod podlehla dvanácté hráčce žebříčku Karolíně Plíškové. Premiérové výhry nad členkou elitní světové desítky dosáhla na Brisbane International 2019, kde zdolala desátou v pořadí Darju Kasatkinovou. Do třetího kola grandslamu se probojovala jako 240. hráčka žebříčku na Australian Open 2019 přes španělskou kvalifikantku Paulu Badosovou z druhé stovky klasifikace a světovou devětadvacítku Donnu Vekićovou. Poté však získala jediný game na druhou ženu pořadí Angelique Kerberovou, v utkání trvajícím 58 minut.
Australian Open 2023 se stal druhým majorem v kariéře, na němž zvládla úvodní zápas. Po vítězství nad členkou první třicítky Kaiou Kanepiovou z Estonska, nestačila na 17letou Češku Lindu Fruhvirtovou. První čtvrtfinále si po průchodu kvalifikací zahrála na únorovém Merida Open Akron 2023, v němž prohrála s Američankou Caty McNallyovou. Na French Open i US Open 2023 nepřešla úvodní kola. Na pařížské antuce podlehla Francouzce Léolii Jeanjeanové a na newyorském betonu Američance Jennifer Bradyové až z páté světové stovky. Do newyorské dvouhry přitom prošla až jako šťastná poražená z kvalifikace.
Přes nezvládnuté semifinále 100tisícové události ITF v Tokiu s Wang Si-jü, debutovala v následném vydání žebříčku WTA mezi první světovou stovkou, když se 18. září 2023 posunula ze 103. na 100. příčku. Stala se tak první debutující Australankou v Top 100 od Sharmaové z dubna 2019 a rovněž plnila roli australské jedničky. Druhé kariérní čtvrtfinále odehrála na říjnovém Korea Open 2023, v němž nestačila na stou šestnáctou hráčku žebříčku Eminu Bektasovou. Do prvního singlového finále na túře WTA postoupila z kvalifikace na ósackém Japan Open Tennis Championships 2024. Ve druhém kole vyřadila třetí nasazenou Elise Mertensovou.  Z pozice 150. hráčky klasifikace pak ve finále podlehla nizozemské spolukvalifikantce  Suzan Lamensové ve dvou setech.
Členku první světové desítky podruhé zdolala na lednovém Brisbane International 2025, když ve druhém kole přehrála osmou v pořadí Emmu Navarrovou. Přes Anastasiji Potapovovou prošla do čtvrtfinále, v němž podlehla Ukrajince Anhelině Kalininové ve třech setech. Z pozice 101. hráčky žebříčku startovala na Australian Open 2025 jako australská jednička. Deset minut před úvodním duelem odstoupila její soupeřka, třináctá nasazená Anna Kalinská, pro zraněné zápěstí. Nahradila ji šťastná poražená Němka Eva Lysová, na níž získala jen čtyři gamy.

## Finále na Grand Slamu

### Smíšená čtyřhra: 1 (0–1)
| Stav       | rok  | turnaj          | povrch | spoluhráč          | soupeři ve finále         | výsledek         |
| ---------- | ---- | --------------- | ------ | ------------------ | ------------------------- | ---------------- |
| Finalistka | 2025 | Australian Open | tvrdý  | John-Patrick Smith | Olivia Gadecká John Peers | 6–3, 4–6, [6–10] |

## Finále na okruhu WTA Tour
| Legenda                                      |
| -------------------------------------------- |
| D – dvouhra; Č – čtyřhra                     |
| Grand Slam (0)                               |
| Turnaj mistryň (0)                           |
| Premier Mandatory & Premier 5 / WTA 1000 (0) |
| Premier / WTA 500 (0)                        |
| International / WTA 250 (0–1 D; 0–2 Č)       |

### Dvouhra: 1 (0–1)
| Stav       | č. | datum      | turnaj          | kategorie | povrch | soupeřka ve finále | výsledek |
| ---------- | -- | ---------- | --------------- | --------- | ------ | ------------------ | -------- |
| Finalistka | 1. | říjen 2024 | Ósaka, Japonsko | WTA 250   | tvrdý  | Suzan Lamensová    | 0–6, 4–6 |

### Čtyřhra: 2 (0–2)
| Stav       | č. | datum       | turnaj            | kategorie     | povrch | spoluhráčka                 | soupeřky ve finále                               | výsledek         |
| ---------- | -- | ----------- | ----------------- | ------------- | ------ | --------------------------- | ------------------------------------------------ | ---------------- |
| Finalistka | 1. | leden 2016  | Hobart, Austrálie | International | tvrdý  | Jarmila Wolfeová            | Chan Sin-jün Christina McHaleová                 | 3–6, 0–6         |
| Finalistka | 2. | březen 2023 | Monterrey, Mexiko | WTA 250       | tvrdý  | Fernanda Contreras Gómezová | Yuliana Lizarazová María Paulina Pérez Garcíaová | 3–6, 7–5, [5–10] |

## Tituly na okruhu ITF
| Kategorie okruhu ITF | Kategorie okruhu ITF |
| -------------------- | -------------------- |
| Turnaje W100         | Turnaje W80          |
| Turnaje W75/W60      | Turnaje W50          |
| Turnaje W35/W25      | Turnaje W15/W10      |

### Dvouhra (7 titulů)
| Č. | datum         | turnaj                  | kategorie | povrch  | poražená finalistka | výsledek         |
| -- | ------------- | ----------------------- | --------- | ------- | ------------------- | ---------------- |
| 1. | říjen 2017    | Brisbane, Austrálie     | W25       | tvrdý   | Asia Muhammadová    | 4–6, 6–3, 6–2    |
| 2. | září 2018     | Darwin, Austrálie       | W60       | tvrdý   | Ellen Perezová      | 6–3, 6–3         |
| 3. | říjen 2022    | Playford, Austrálie     | W60       | tvrdý   | Maddison Inglisová  | 3–6, 7–5, 6–4    |
| 4. | únor 2023     | Orlando, Spojené státy  | W60       | tvrdý   | Rebecca Petersonová | 6–3, 6–0         |
| 5. | červenec 2023 | Cantanhede, Portugalsko | W25       | koberec | Arina Rodionovová   | 4–6, 6–3, 6–1    |
| 6. | květen 2024   | Fukuoka, Japonsko       | W75       | koberec | Emina Bektasová     | 6–2, 6–4         |
| 7. | únor 2025     | Brisbane, Austrálie     | W75       | tvrdý   | Maddison Inglisová  | 6–2, 4–6, 7–6(2) |

### Čtyřhra (2 tituly)
| Č. | datum      | turnaj                 | kategorie | povrch | spoluhráčka        | poražené finalistky                    | výsledek            |
| -- | ---------- | ---------------------- | --------- | ------ | ------------------ | -------------------------------------- | ------------------- |
| 1. | září 2015  | Tweed Heads, Austrálie | W10       | tvrdý  | Tammi Pattersonová | Dalma Gálfiová Priscilla Honová        | 6–7(3), 6–3, [10–8] |
| 2. | duben 2024 | Tokio, Japonsko        | W100      | tvrdý  | Čang Su-džong      | Aleksandra Krunićová Arina Rodionovová | 7–5, 3–6, [10–8]    |